# Boston Society of Film Critics Awards 2008
La 29ª edizione dei Boston Society of Film Critics Awards si è svolta il 14 dicembre 2008.

## Premi

### Miglior film
- The Millionaire (Slumdog Millionaire), regia di Danny Boyle
- WALL•E, regia di Andrew Stanton
  - 2º classificato: Milk, regia di Gus Van Sant

### Miglior attore
- Sean Penn - Milk
- Mickey Rourke - The Wrestler
  - 2º classificato: Richard Jenkins - L'ospite inatteso (The Visitor) e Frank Langella - Frost/Nixon - Il duello (Frost/Nixon) (ex aequo)

### Migliore attrice
- Sally Hawkins - La felicità porta fortuna - Happy Go Lucky (Happy-Go-Lucky)
  - 2º classificato: Anne Hathaway - Rachel sta per sposarsi (Rachel Getting Married)

### Miglior attore non protagonista
- Heath Ledger - Il cavaliere oscuro (The Dark Knight)
  - 2º classificato: Robert Downey Jr. - Tropic Thunder

### Migliore attrice non protagonista
- Penélope Cruz - Vicky Cristina Barcelona
  - 2º classificato: Viola Davis - Il dubbio (Doubt)

### Miglior regista
- Gus Van Sant - Milk e Paranoid Park

### Migliore sceneggiatura
- Dustin Lance Black - Milk
  - 2º classificato: Mike Leigh - La felicità porta fortuna - Happy Go Lucky (Happy-Go-Lucky)

### Miglior fotografia
- Christopher Doyle e Rain Li - Paranoid Park
  - 2º classificato: Anthony Dod Mantle - The Millionaire (Slumdog Millionaire)

### Miglior montaggio
- Chris Dickens - The Millionaire (Slumdog Millionaire)

### Miglior documentario
- Man on Wire - Un uomo tra le Torri (Man on Wire), regia di James Marsh
  - 2º classificato: Young@Heart, regia di Stephen Walker

### Miglior film in lingua straniera
- Lasciami entrare (Låt den rätte komma in), regia di Tomas Alfredson  ·  Svezia
  - 2º classificato: Valzer con Bashir (ואלס עם באשיר), regia di Ari Folman  ·  Israele

### Miglior film d'animazione
- Valzer con Bashir (ואלס עם באשיר), regia di Ari Folman
  - 2º classificato: WALL•E, regia di Andrew Stanton

### Miglior regista esordiente
- Martin McDonagh - In Bruges - La coscienza dell'assassino (In Bruges)

### Miglior cast
- Tropic Thunder
  - 2º classificato: L'ospite inatteso (The Visitor)